# The Global Lepidoptera Names Index
A The Global Lepidoptera Names Index (LepIndex) a Natural History Museum által karban tartott kereshető adatbázis.
Alapja indexlapok, beolvasott újságok, nómenklatúrás katalógusok és a Zoological Record. A világon 1981-ig publikált lepkenevek legnagyobb részét tartalmazza, és egyes területeken manapság is teljesen napra kész.
A LepIndexen keresztül mindenki szabadon hozzáférhet ahhoz,
- ki nevezte el az adott nappali vagy éjszakai lepkét,
- hol adták közre az első leírását,
- mi az adott név státusza: (valós vagy szinonímia)

Ez az Integrated Taxonomic Information System és a  Catalogue of Life legfontosabb forrása a lepkék tekintetében.

## Külső hivatkozások
- LepIndex home